# Фунес (Колумбия)
Фунес (исп. Funes) — город и муниципалитет на юго-западе Колумбии, на территории департамента Нариньо. Входит в состав провинции Обандо.

## История
Поселение, из которого позднее вырос город, было основано Лукасом Фунесом и Мигелем де Тельесом 2 июня 1616 года.

## Географическое положение

Муниципалитет Фунес

Город расположен в юго-восточной части департамента, в горной местности Центральной Кордильеры, на расстоянии приблизительно 26 километров к юго-западу от города Пасто, административного центра департамента. Абсолютная высота — 2042 метра над уровнем моря.
Муниципалитет Фунес граничит на севере с территориями муниципалитетов Тангуа и Пасто, на северо-западе — с муниципалитетами Якуанкер и Имуэс, на западе — с муниципалитетом Илес, на юго-западе — с муниципалитетом Контадеро, на юге — с муниципалитетом Пуэррес, на востоке — с территорией департамента Путумайо. Площадь муниципалитета составляет 465 км².

## Население
По данным Национального административного департамента статистики Колумбии, совокупная численность населения города и муниципалитета в 2015 году составляла 6498 человек.
Динамика численности населения муниципалитета по годам:
| 2005 | 2006 | 2007 | 2008 | 2009 | 2010 | 2011 | 2012 | 2013 | 2014 | 2015 |
| ---- | ---- | ---- | ---- | ---- | ---- | ---- | ---- | ---- | ---- | ---- |
| 6991 | 6931 | 6884 | 6839 | 6788 | 6734 | 6685 | 6645 | 6593 | 6546 | 6498 |

Согласно данным переписи 2005 года мужчины составляли 51,9 % от населения Фунеса, женщины — соответственно 48,1 %. В расовом отношении белые и метисы составляли 85,9 % от населения города; индейцы — 14 %; негры, мулаты и райсальцы — 0,1 %.
Уровень грамотности среди всего населения составлял 81 %.

## Экономика
Основу экономики Фунеса составляет сельское хозяйство.
74,5 % от общего числа городских и муниципальных предприятий составляют предприятия торговой сферы, 22,6 % — предприятия сферы обслуживания, 2,8 % — промышленные предприятия.